# بير فون هيرش
بير فون هيرش (بالنرويجية البوكمول: Per von Hirsch)‏ هو محامي نرويجي، ولد في 26 مايو 1902، وتوفي في 9 يوليو 1987.